# 瀬の本高原

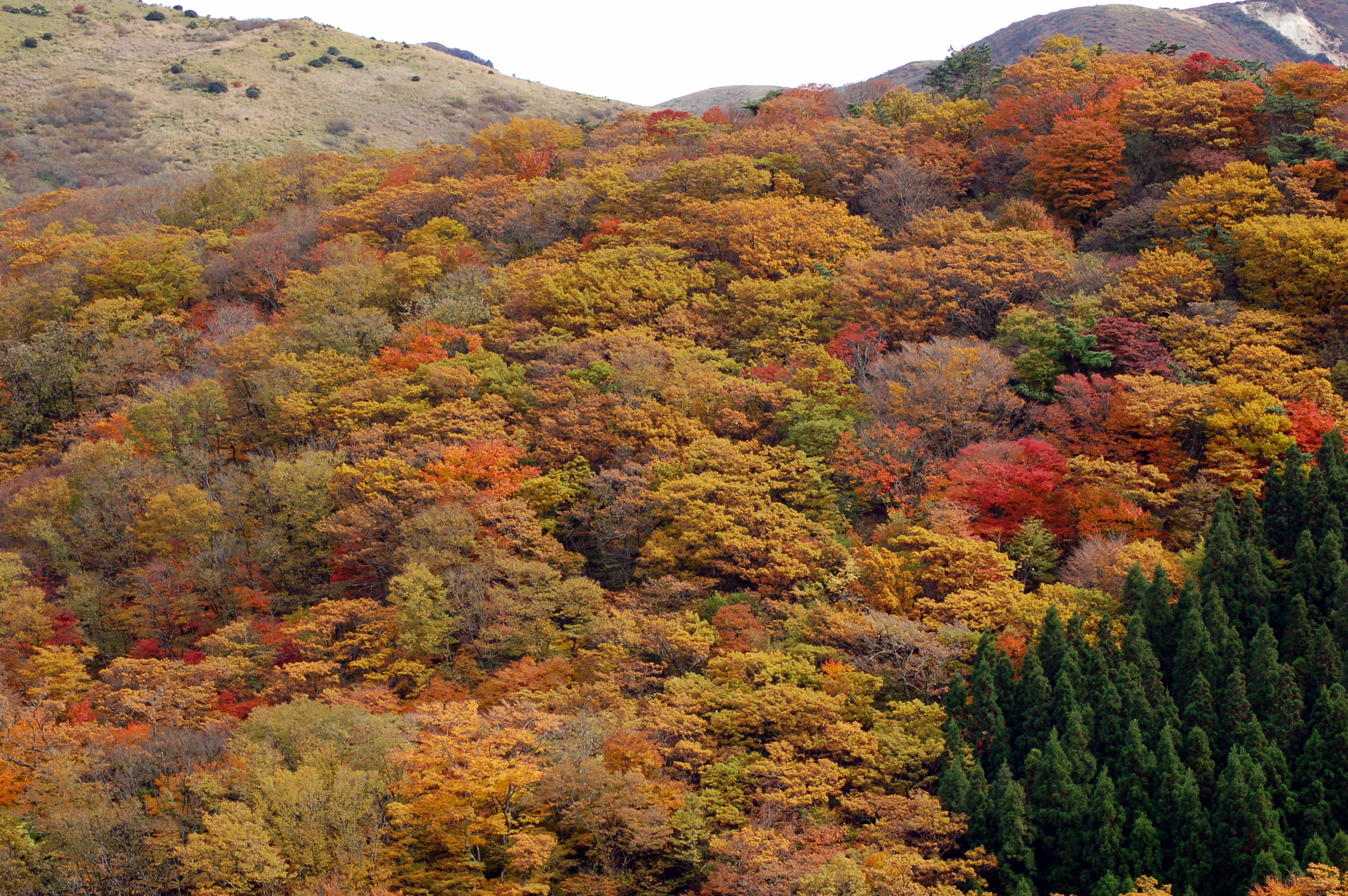
瀬の本高原の紅葉

瀬の本高原（せのもとこうげん）は、熊本県阿蘇郡南小国町の東端、産山村・大分県竹田市久住町・玖珠郡九重町にまたがる一帯のなだらかな高原地帯。標高850 - 900 mで阿蘇北外輪山と九重連山の間に位置する。

## 概要
広々とした草原の南に阿蘇五岳、北に九重連山を望む雄大な景観が広がり、その中央をドライブコースとして人気の高い大分県道・熊本県道11号別府一の宮線（やまなみハイウェイ）が走っている。また、ワラビ等の山菜狩りやハイキングを楽しむ家族連れで賑わうが、春の新緑、秋の紅葉やススキの穂波の頃の景観は特に美しい。「熊本緑の百景」第1位に選ばれている。
レストハウスやロッジ、キャンプ場、ホテルが点在し、周辺には黒川温泉や池山水源をはじめとするさまざまな温泉・水源もある。

## 交通アクセス
- JR九州豊肥本線宮地駅からタクシーで45分。
- 熊本駅・熊本桜町バスターミナルから九州横断バスに乗車し「瀬の本」下車。
- 九州自動車道熊本インターチェンジから60km。やまなみハイウェイ沿い。